# دونالد سي. دوبنز
دونالد سي. دوبنز هو محامي وسياسي أمريكي، ولد في 20 مارس 1878 في Dewey, Illinois ‏ في الولايات المتحدة، وتوفي في 14 فبراير 1943 في تشامبيغن في الولايات المتحدة. نشط حزبياً في الحزب الديمقراطي. وقد انتخب عضو مجلس النواب الأمريكي ‏.